# Aeroportul Internațional José María Córdova
Aeroportul Internațional José María Córdova (IATA: MDE, ICAO: SKRG) este un aeroport din Rionegro, Eastern Antioquia⁠(d), Antioquia, Columbia ce deservește zona Medellín. Aeroportul a fost tranzitat în 2022 de 13.214.155 de pasageri. A fost deschis în 1985 și numit după José María Córdova⁠(d).
Situat la o altitudine de 2.142 m, aeroportul dispune de 1 pistă.

## Infrastructură

### Piste
Aeroportul dispune de o singură pistă. Pista 01/19 are suprafața de asfalt și dimensiunile 3.557 m × 45 m. 